# Эвпалам
Эвпалам (др.-греч. Ευπάλαμος «искуснодланный», или Παλαμάων) — персонаж древнегреческой мифологии. Из афинского царского рода. Сын Метиона и Алкиппы. Женат на Меропе, дочери афинского царя Эрехтея. Отец Дедала, Метиадусы и Пердики. Сыновья Метиона изгнали афинского царя Пандиона и захватили власть, но позже сами были изгнаны сыновьями Пандиона.